# Layia
Layia là một chi thực vật có hoa trong họ Cúc (Asteraceae).

## Loài
Chi Layia gồm các loài:
- Layia calliglossa - CA
- Layia carnosa  - CA
- Layia chrysanthemoides  - CA
- Layia discoidea  - CA
- Layia douglasii - OR WA
- Layia elegans  - CA
- Layia erubescens - CA[2]
- Layia fremontii  - CA
- Layia gaillardioides  - CA
- Layia glandulosa  - CA AZ NM NV UT ID OR WA, Baja California[3]
- Layia heterotricha  - CA
- Layia hieracioides  - CA
- Layia hispida - CA
- Layia jonesii  - CA
- Layia leucopappa  - CA
- Layia munzii  - CA
- Layia nemorosa  - CA
- Layia pentachaeta  - CA
- Layia platyglossa  - CA AZ UT
- Layia septentrionalis - CA

Nguồn: